# Nullosetigera helgae
Nullosetigera helgae is een eenoogkreeftjessoort uit de familie van de Nullosetigeridae. De wetenschappelijke naam van de soort is voor het eerst geldig gepubliceerd in 1908 door Farran.